# Conseil consultatif (Bahreïn)
Pour les autres articles nationaux ou selon les autres juridictions, voir Conseil consultatif.
6e législature
Le Conseil consultatif ou Conseil de la Choura (en arabe : ﻣﺠﻠﺲ ﺍﻟشورَى romanisé : Majlis Al-Shura), est la chambre haute de l'Assemblée nationale de Bahreïn. Il est issu de la Charte nationale, présentée par l'émir de Bahreïn, et approuvé par référendum les 14 et 15 février 2001.
Le Conseil consultatif dispose d'un véritable pouvoir législatif et est un organe régulateur : conçu pour assurer un équilibre entre le gouvernement et le Conseil des représentants élu afin de prévenir toute crise qui amènerait éventuellement le pouvoir à dissoudre la chambre basse.

## Composition
Le Conseil compte 40 membres nommés par le Roi de Bahreïn.

## Nomination
La durée du mandat est de quatre ans, le mandat est renouvelable.
L'âge minimum est 35 ans.
La première nomination du Conseil a eu lieu en novembre 2002.
À cette occasion, le Roi a corrigé la sous-représentation chiite à la chambre et désigné 6 femmes exerçant des responsabilités professionnelles.
Le dernier renouvellement a eu lieu en novembre 2022.

## Présidence
- Président : Ali Bin Saleh Al-Saleh ;
- Secrétaire générale : Kareema Alabbasi[1].